# 라코카르푸스과
라코카르푸스과(Rhacocarpaceae)는 톳이끼목에 속하는 이끼과의 하나이다.

## 하위 속
- 파라라코카르푸스속 (Pararhacocarpus) - 톳이끼과로 분류하기도 한다.[2]
- 라코카르푸스속 (Rhacocarpus)